# Dolceacqua
Dolceacqua är en ort och kommun i provinsen Imperia i regionen Ligurien i Italien. Kommunen hade 2 082 invånare (2018).